# 懷克島
懷克島（英語：Wyck Island），是南極洲的島嶼，位於葛拉漢地西岸的丹科海岸，處於威爾米納灣東部，由比利時探險隊發現，現時由南極條約體系管理。